# Futbol al País Valencià
El futbol és l'esport més important al País Valencià pel que fa a seguidors i nombre de practicants. El futbol valencià és dirigit per la Federació Valenciana de Futbol, fundada l'any 1909.

## Història

### Comarques de València
| Any  | Club                       |
| ---- | -------------------------- |
| 1903 | Club Español               |
| 1905 | FBC València               |
| 1907 | FBC Cabanyal               |
| 1909 | Hispano FC                 |
| 1909 | Espanya FC                 |
| 1909 | FC Lo Rat Penat            |
| 1909 | Llevant FC                 |
| 1909 | Gimnàstic FC               |
| 1910 | Soc. Gimnástica Valenciana |
| 1910 | Hispania FC                |
| 1912 | CD Espanyol                |
| 1912 | Eureka FC                  |
| 1912 | Regional FC                |
| 1912 | Sagunt FC                  |
| 1913 | Burjassot FC               |
| 1919 | València CF                |
| 1919 | Sporting Club/CD Acero     |
| 1922 | Atlètic Saguntí            |
| 1922 | Alzira Foot-ball Club      |
| 1923 | CD Ontinyent               |
| 1924 | Catarroja CF               |
| 1928 | CE Olímpic de Xàtiva       |
| 1931 | AD Alzira                  |
| 1934 | SE Sueca                   |
| 1939 | Llevant UE                 |
| 1942 | Llíria CF                  |
| 1944 | CE Mestalla                |
| 1946 | UD Alzira                  |
| 1947 | Ontinyent CF               |
| 1947 | CF Gandia                  |

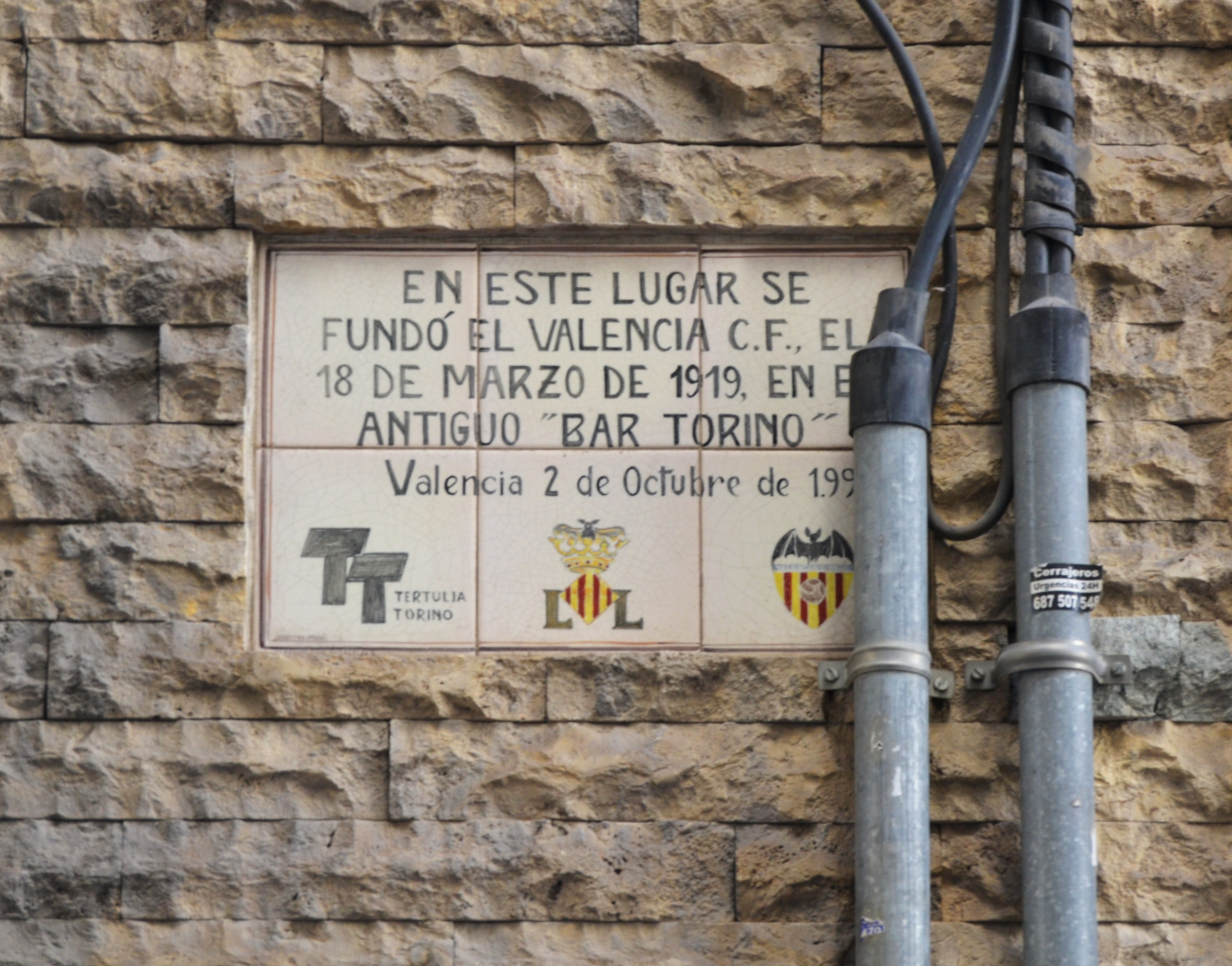
Placa al lloc on es va fundar el València CF

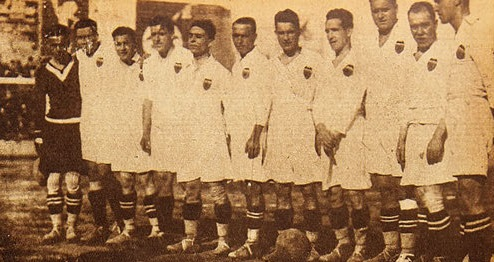
Plantilla del València CF l'any 1927.

La referència més antiga que es disposa, apareguda el 2 de febrer de 1903 a la revista Los Deportes, senyala al Club Español com el pioner del futbol a València. Jugava els seus partits a un terreny situat davant el balneari Las Arenas, però tingué una vida molt efímera. A la ciutat de València el 1905 nasqué el Foot-ball Club València primer club important de la ciutat, oficialitzat el 30 de gener de 1907. L'abril de 1910 adoptà el nom Sociedad Gimnástica Valenciana, però desapareixia poc després, el 1911. Vestia camisa blanca amb pantaló blau marí, més tard canviant el pantaló a color blanc. Disputava els seus partits al Camí Fondo del Grau, i tenia la seu al cafè Tupinamba, al carrer de la Pau. Altres clubs destacats durant aquests anys foren l'Hispano FC (1909), Espanya FC (1909, club que renaixerà el 1917), aquests dos es fusionaren en l'Hispania FC el 1910 i jugava a la gran Pista de l'Exposició, Deportiu Espanyol (fundat el 1912 pels germans Milego, els tres Bonora i Gonzalo Medina, amb la fusió dels clubs Valenciano i Godella, dos clubs nascuts el 1909; vestia de groc i vermell i jugava al camp de la Gran Via), Eureka FC (1912), Regional FC (1912), Sagunt FC (1912), Norte de Russafa, Algirós, Stadium FC i CD Yale de València.
El 1919, el Deportiu Espanyol desapareix i alguns dels seus elements creen el 18 de març el València CF, adoptant el nom de l'antic club de la ciutat. El seu primer camp fou Algirós, fins al 1923, que s'inaugurà Mestalla. La temporada 1943-44 l'equip va ressuscitar un club modest anomenat Cuenca com a club filial, que més tard es reanomenà com a CE Mestalla fins al 1992 que canvià el nom per València CF B.
A la zona portuària del Grau van néixer FC Lo Rat Penat (1909), el Foot-ball Club Cabanyal (1907, també conegut com Club Marítimo, camisa blanca amb franja diagonal i pantaló blanc) i el Levante Football Club (format per membres del Cabanyal el setembre de 1909). L'equip vestia inicialment uniforme blanc i negre amb pantaló blanc. Paral·lelament es funda el 1909 el Gimnàstic FC de València (en el si del Patronat de la Joventut Obrera, de la qual se n'escindí el 1915) que vestia de blau i grana. Ambdós clubs es fusionaren el 1939 per superar els problemes de la postguerra, formant la UD Llevant Gimnàstic i adoptant colors blanc i roig. La temporada 1942-43 el club feu oficial el nom de Llevant Unió Esportiva i recuperà els colors blau-granes. L'equip ha jugat successivament als camps de la Platjeta (a la Malva Rosa), el Camp de la Creu al Camí Fondo del Grau, i a Vallejo.
Al Port de Sagunt, es crea el 1919 l'Sporting Club (conegut com a Sporting de Canet, per la seva proximitat a l'altra població), lligat a la siderúrgia d'Altos Hornos i que després esdevé CD Acero. A Sagunt, nasqué l'Atlètic Saguntí el 1922 amb qui establí gran rivalitat local. El 1922 neix l'Alzira Foot-ball Club que desapareixerà el 1926. Jugava amb samarreta blanca. El 1931 trobem l'AD Alzira, ja amb samarreta blau i grana que desaparegué el 1943. El 1946 es funda l'actual UD Alzira que competí a mitjans dels 70 amb un altre equip de la ciutat, l'Avidesa (desaparegut el 1977). A Xàtiva, abans del 1920 existí el CD Xàtiva i a partir de 1928 el CE Olímpic de Xàtiva. El 1947 es crea l'Ontinyent CF, per la fusió del CD Ontinyent (1923) i la Penya Esportiva Ideal. Altres clubs destacats a les comarques valencianes són el Burjassot FC (1913), Catarroja CF (1924), SE Sueca (1934), Llíria CF (1942), Agrupación Deportiva Gandia (en la postguerra) i CF Gandia (fundat el 26 de febrer de 1947, a partir del Frente de Juventudes i l'Atómico).

### Comarques d'Alacant
| Any  | Club                    |
| ---- | ----------------------- |
| 1904 | Sportman's Lucentino    |
| 1905 | Racing FC (Alacant)     |
| 1905 | Mercurio UD (Alacant)   |
| 1908 | Lucentum FC             |
| 1910 | Athletic Club (Alacant) |
| 1910 | Juventud Sp Orcelitana  |
| 1911 | Club Pardalot (Alcoi)   |
| 1916 | Illice FC               |
| 1918 | Ibèria FC (Alacant)     |
| 1918 | Alacant FC              |
| 1919 | CN Alacant              |
| 1919 | UD Frutera              |
| 1921 | Real Alcodiam Deportivo |
| 1921 | CE Eldenc               |
| 1922 | Hèrcules CF             |
| 1922 | Elx CF                  |
| 1922 | Orihuela FC             |
| 1928 | CE Alcoià               |
| 1942 | CD Orihuela             |
| 1949 | Novelda CF              |
| 1964 | Benidorm CD             |
| 1993 | Oriola CF               |

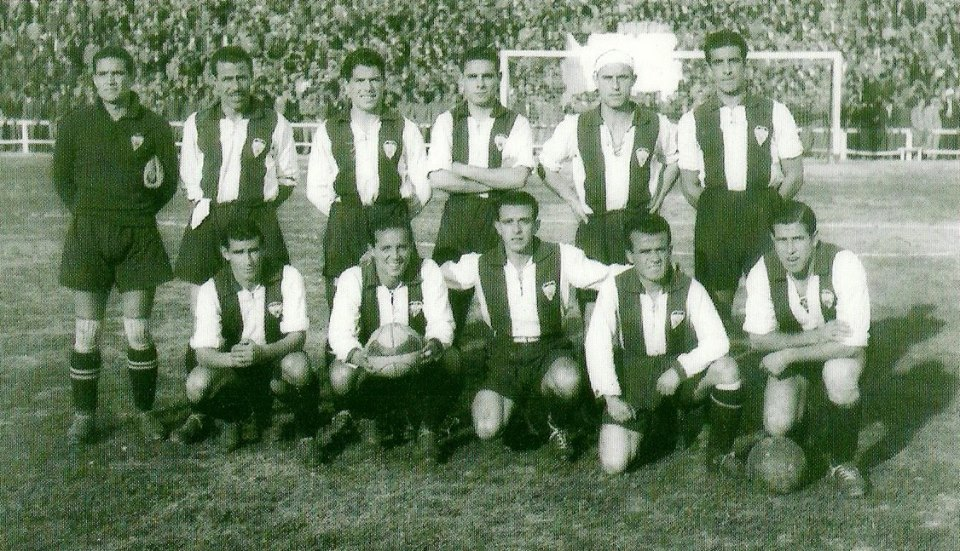
CE Alcoià el 1945.

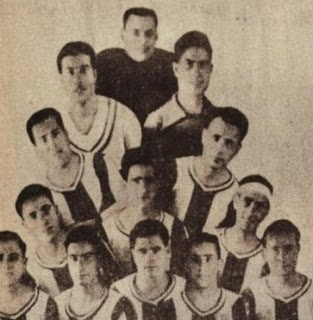
Hèrcules CF.

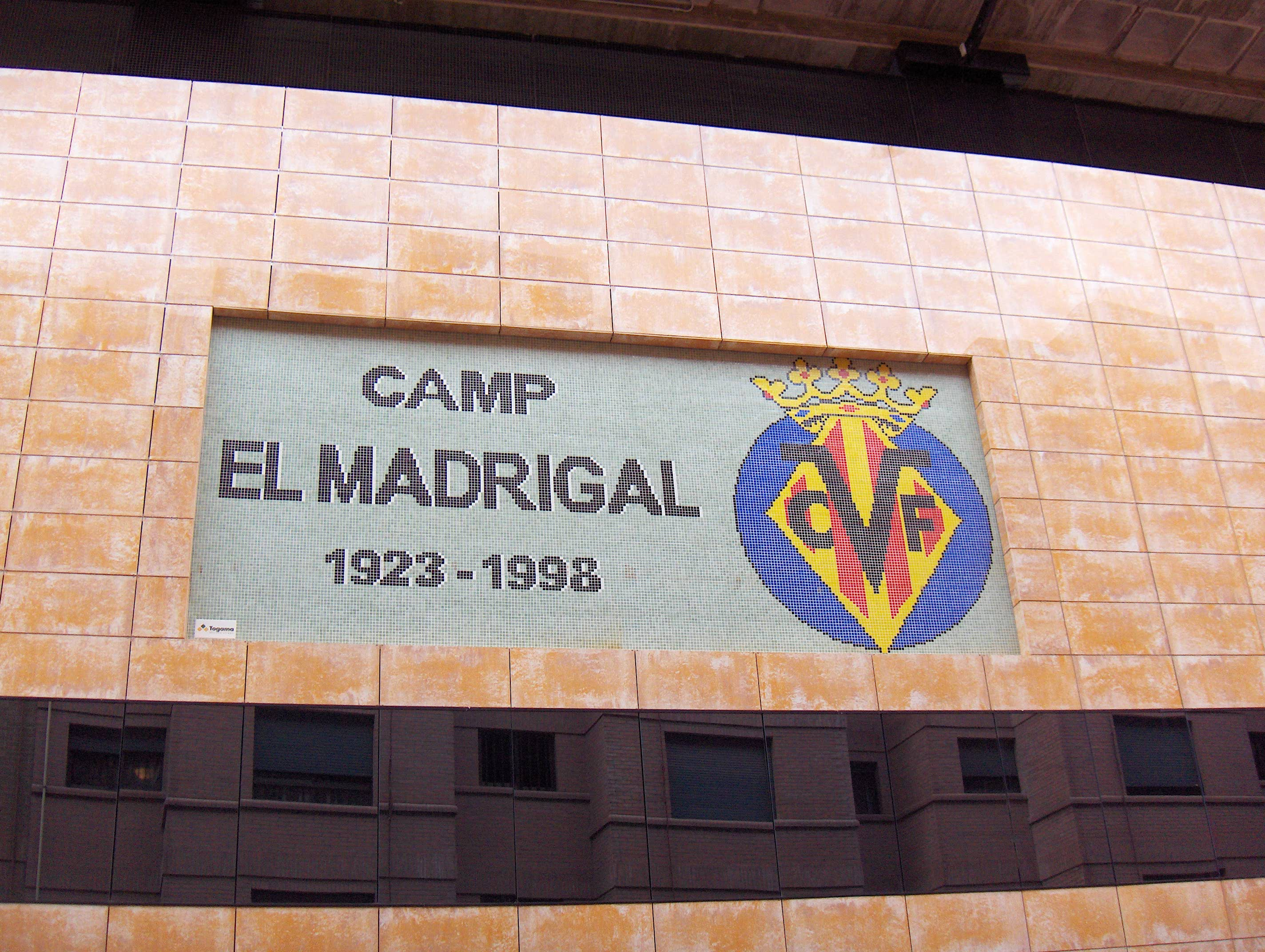
Entrada a l'estadi del Madrigal.

A Alacant els primers clubs futbolístics són: Sportman's Lucentino Club (1904), Racing FC (1905), Mercurio FC (1905), Atlético Alicante (1908, que més tard fou Alacant Recreation Club i el 1910 Lucentum FC, desaparegut el 1918), Athletic Club (1910), Old Boys Sporting, UE Alacant, Club Natación (1919-1927), Mercantil i Benacantil. El 1918 neixen l'Ibèria FC i l'Alacant FC (1918-2014, de les barriades de Carolines i El Pla). L'Hèrcules CF es fundà el 1922 a partir del Natación. El 1941 l'Hèrcules adoptà el nom de la ciutat passant a anomenar-se Alacant CD, mentre l'Alacant CF va passar a dir-se Lucentum CF, però aquest canvi es va desfer ràpidament, el 1942.
A Elx des de 1910 trobem els clubs Estrella, Eclipse, Blanco y Negro, Español, Hércules, Quiles y Rodríguez, Sportiva, Gimnástica, Parque d'Exploraciones, Popular i el més reeixit, l'Illice FC (1916). El 1922, amb intenció de crear un equip més potent que representés la ciutat, diversos clubs es fusionen i funden l'Elx CF. El 1926 inaugura l'estadi d'Altabix. L'Esportiu Il·licità n'és filial.
A Alcoi el primer club fou el Club Pardalot (1911) amb camisa blanca i pantaló del mateix color. Poc després sorgí l'Alcodiam Deportivo, desaparegut el 1917, que fou succeït pel Petronio i el Melancólico, clubs que, de la mà de Francisco Laporta, el 1921 es fusionaren per formar el Real Alcodiam Deportivo, que vestia de blau-grana i que desaparegué el 1925. Als anys 20 aparegueren clubs com l'Unión, Juvenia, Europa, Peñón, Racing, Sporting, Boxing o Llevant però el gran club de la ciutat neix el 1928 amb el nom de CD Alcoià i uniforme blanc i blau.
A Oriola la successió de clubs fou molt gran. Des dels anys 10 trobem la Juventud Sportiva Orcelitana (1910-13), Hispania FC (1915-18), Siempre Adelante FC (1919-22), Orcelis FC (1920-22), Orihuela FC (1922-23 en fusionar-se el Siempre Adelante amb altres clubs i que el 1923-24 s'anomenà Orihuela Deportiva en fusionar-se amb La Adversaria). A finals dels anys vint es refunda l'Orihuela FC (1929-34, que el 1932 absorbeix el CD Orihuela (1929)) i l'Orihuela Deportiva (1929-30, un club diferent de l'anterior). Després de la guerra es funda el CD Orihuela (1942), que el 1944, i fins al 1995, recupera, per tercer cop, el nom d'Orihuela Deportiva. El club desapareixerà per problemes econòmics i el 1993 apareix l'Oriola CF (com a fusió d'Orihuela Juventud y Deportes i Atlético Orihuela).
Pel que fa a la resta de comarques, a Novelda, ja el 1919 trobem la UD Frutera i el Novelda CF, que el 1949 es fusionaran per formar l'actual Novelda CF; a Elda destacaren el CE Eldenc (1921) de gran rivalitat amb l'Elda FC; a Benidorm destacà la Juventud Dep. Benidorm, que el 1964 esdevé Benidorm CD i l'efímer UD Benidorm als anys 70.

### Comarques de Castelló
| Any  | Club              |
| ---- | ----------------- |
| 1906 | CE Castelló       |
| 1912 | SC Castàlia       |
| 1916 | Cervantes FC      |
| 1922 | CE Castelló       |
| 1923 | CE Onda           |
| 1923 | CE Benicarló      |
| 1923 | CD Vila-real      |
| 1928 | Athletic Castelló |
| 1933 | SC de La Plana    |
| 1942 | Vila-real CF      |
| 1949 | CE Borriana       |

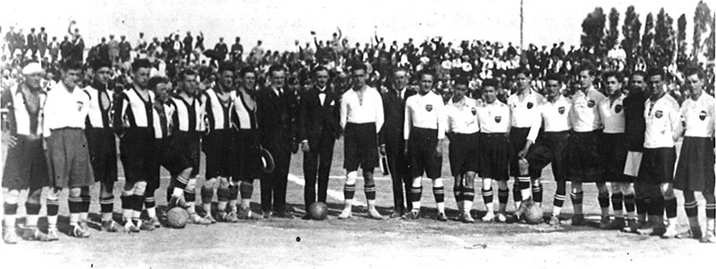
Llevant FC - València CF el 1923.

El març de 1906 es creà el Club Deportivo Castellón, que vestia camisa i pantaló blanc. Aquest primer club desaparegué a meitat dels anys deu. L'any 1912 neix l'Sport Club Castàlia, club que començà vestint camisa blau-i-grana amb pantaló negre, canviant més tard a camisa verda i blanca amb pantaló blanc, i que jugava els seus partits a la Carretera de València. L'èxit d'aquests clubs provocà que el 1916 ja existissin a la ciutat equips com Obelisco FC, Cultural Deportiva, Regional FC, Ribalta FC, Sevilla FC, Iberia FC o el Marino FC, aquests dos darrers acabats d'iniciar els anys vint.
El 1916 també aparegué el Cervantes Football Club, sota l'escalf del Centre Republicà. Inicialment vestí els colors republicans, amb camisa tricolor a franges verticals vermella, groga i morada. Quan el Cervantes es convertí en CE Castelló, un nou club fou fundat amb el nom de Cervantes, vestint camisa verda i pantaló negre. Als anys vint també sorgí el Castellonense FC, que vestia camisa vermella amb pantaló blau.
El 1922 es funda el CE Castelló com a fusió del Cervantes (dels republicans) amb part del Castàlia (dels senyorets). El 1933 uns incidents al seu estadi del Sequiol va obligar el club a canviar el nom per Sport Club de La Plana (1933-1939), fins al 1939 que recuperà el seu antic nom, en unir-s'hi diversos clubs: Athletic Castelló (1928-1939), Penya Ribalta i Ràcing. Els anys 40 va inaugurar el seu estadi de Castàlia.
A la resta de comarques, el 1923 es funden el CE Onda, el CE Benicarló i el CD Vila-real. El 1942 es fundà el Villarreal Educación y Descanso de vida efímera. Finalment es creà el 1946 el FOGHETECAZ, que canvià el nom per Vila-real CF el 1951. El 1949 neix el CE Borriana que té les arrels cap al 1920.

## Competicions

### Competicions oficials
- Campionat de València de futbol
- Campionat de Llevant de futbol
- Lliga Mediterrània de Futbol

### Competicions amistoses
- Torneig Taronja
- Torneig Festa d'Elx

## Principals clubs
| - l'Horta - València Club de Futbol (València) - València Club de Futbol Mestalla (València) - Llevant Unió Esportiva (València) - Llevant Unió Esportiva B (València) - Burjassot Club de Futbol (Burjassot) - Catarroja Club de Futbol (Catarroja) - l'Alacantí - Hèrcules Club de Futbol (Alacant) - Alacant Club de Futbol (Alacant) - Futbol Club Jove Espanyol (Sant Vicent del Raspeig) - l'Alcoià - Club Esportiu Alcoià (Alcoi) - el Baix Maestrat - Vinaròs Club de Futbol (Vinaròs) - Club Esportiu Benicarló (Benicarló) - el Baix Segura - Orihuela Club de Fútbol (Oriola) - Fútbol Club Torrevieja (Torrevella) - Unión Deportiva Horadada (Pilar de la Horadada) - Club Esportiu Alone (Guardamar del Segura) - el Baix Vinalopó - Elx Club de Futbol (Elx) - Elx Club de Futbol Il·licità (Elx) - Crevillent Esportiu (Crevillent) - el Camp de Morvedre - Club Esportiu Acero (Sagunt) - la Costera - Club Esportiu Olímpic (Xàtiva) | - la Marina Alta - Club Esportiu Dénia (Dénia) - la Marina Baixa - Benidorm Club Esportiu (Benidorm) - Vila Joiosa Club de Futbol (La Vila Joiosa) - la Plana Alta - Club Esportiu Castelló (Castelló de la Plana) - Club Esportiu Castelló B (Castelló de la Plana) - la Plana Baixa - Vila-real Club de Futbol (Vila-real) - Vila-real Club de Futbol B (Vila-real) - Club Esportiu Borriana (Borriana) - Club Esportiu Onda (Onda) - Unió Esportiva Vall d'Uixó (La Vall d'Uixó) - la Ribera Alta - Unió Esportiva Alzira (Alzira) - Unió Esportiva Carcaixent (Carcaixent) - la Ribera Baixa - Societat Esportiva Sueca (Sueca) - la Safor - Club de Futbol Gandia (Gandia) - Unió Esportiva Oliva (Oliva) - la Vall d'Albaida - Ontinyent Club de Futbol (Ontinyent) - el Vinalopó Mitjà - Club Deportivo Eldense (Elda) - Novelda Club de Futbol (Novelda) |

## Jugadors destacats

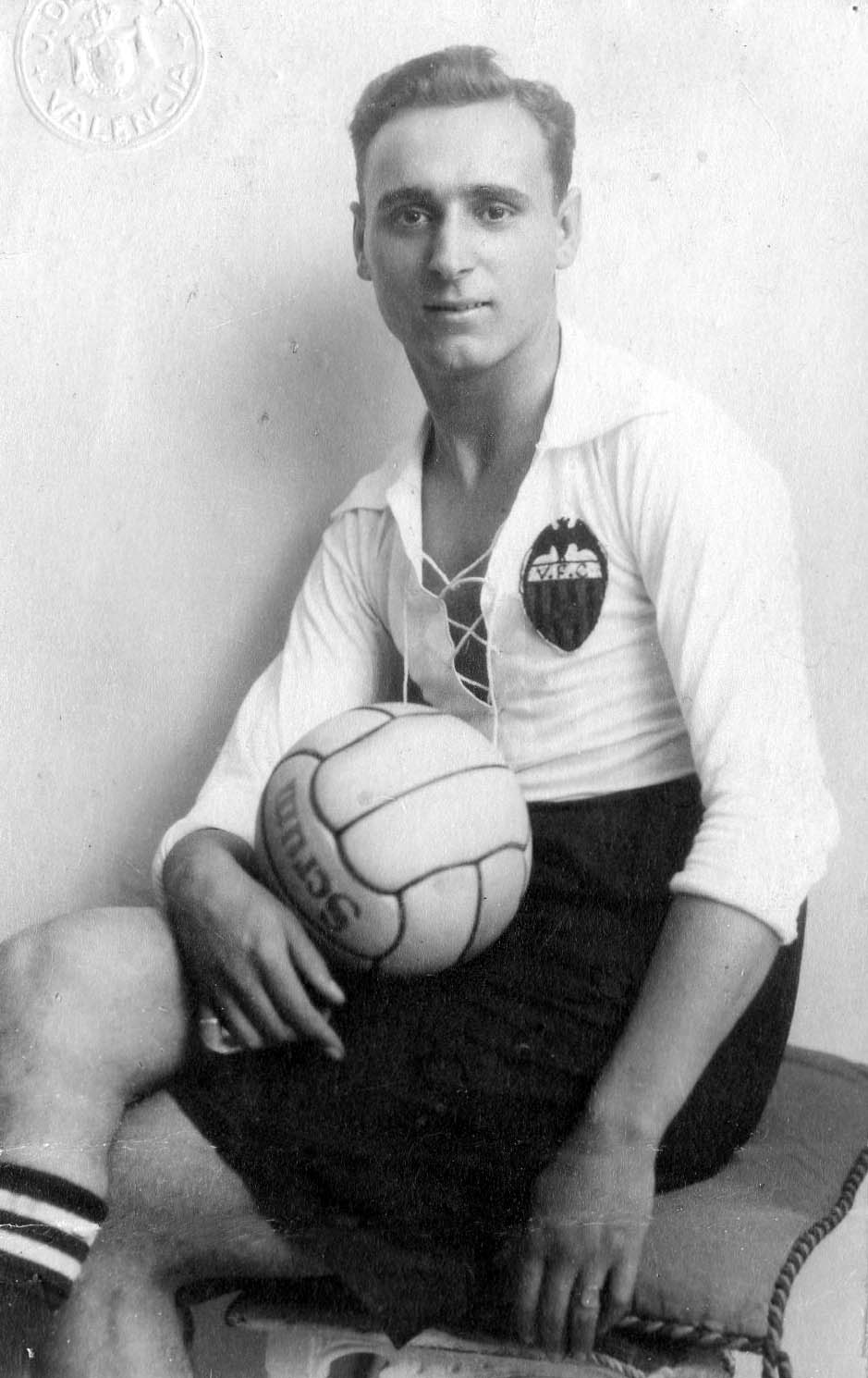
Artur Montesinos Montes.

| Des de 1920 - Gaspar Rubio - Lluís Bonora - Eduard Cubells - Artur Montesinos Montes - Joan Puig I Des de 1930 - Ramon Nebot - Manolo Macià - Josep Vilanova Des de 1945 - Manuel Badenes - Antoni Puchades - Amadeo Ibáñez - Vicent Asensi - Vicent Seguí Des de 1960 - Antoni Calpe - Joan M. Canós - Manuel Folch - Manuel Mestre - Vicent Guillot - José Manuel Pesudo | Des de 1970 - Joan Planelles - Manolo Clares - José Claramunt Torres - Juan Manuel Asensi - Enric Saura Des de 1980 - Ricardo Penella Arias - Miquel Tendillo - Antonio Maceda - Francisco José Carrasco - Àngel Alonso - Pasqual Luna Parra - Xavier Subirats - Salvador González 'Voro' Des de 1990 - Robert Fernàndez - Fernando Giner - Francisco José Camarasa - Fernando Gómez - Guillermo Amor - José Francisco Molina - Xavier Farinós | Des del 2000 - David Albelda - Raül Albiol - Pablo Hernández - Andreu Palop - Vicente Rodríguez Des del 2010 - Paco Alcácer - Juan Bernat - Sergio Ballesteros - José Luis Gayà - Vicente Iborra - Juanfran Torres - Bruno Soriano - Roberto Soldado |

## Principals estadis
| - Estadi de Mestalla (València) - Estadi Martínez Valero (Elx) - Estadi José Rico Pérez (Alacant) - El Madrigal (Vila-real) | - Estadi Ciutat de València (València) - Nou Castalia (Castelló) - El Collao (Alcoi) - Estadi Lluís Suñer Picó (Alzira) |